# Quincampoix
Pour les articles homonymes, voir Quincampoix (homonymie).
Quincampoix est une commune française située dans le département de la Seine-Maritime en région Normandie.

## Géographie

### Hydrographie
La commune est située dans le bassin Seine-Normandie. Elle n'est drainée par aucun cours d'eau,. Néanmoins un plan d'eau est présent sur le territoire communal : la mare aux Loups (0,09 ha),.

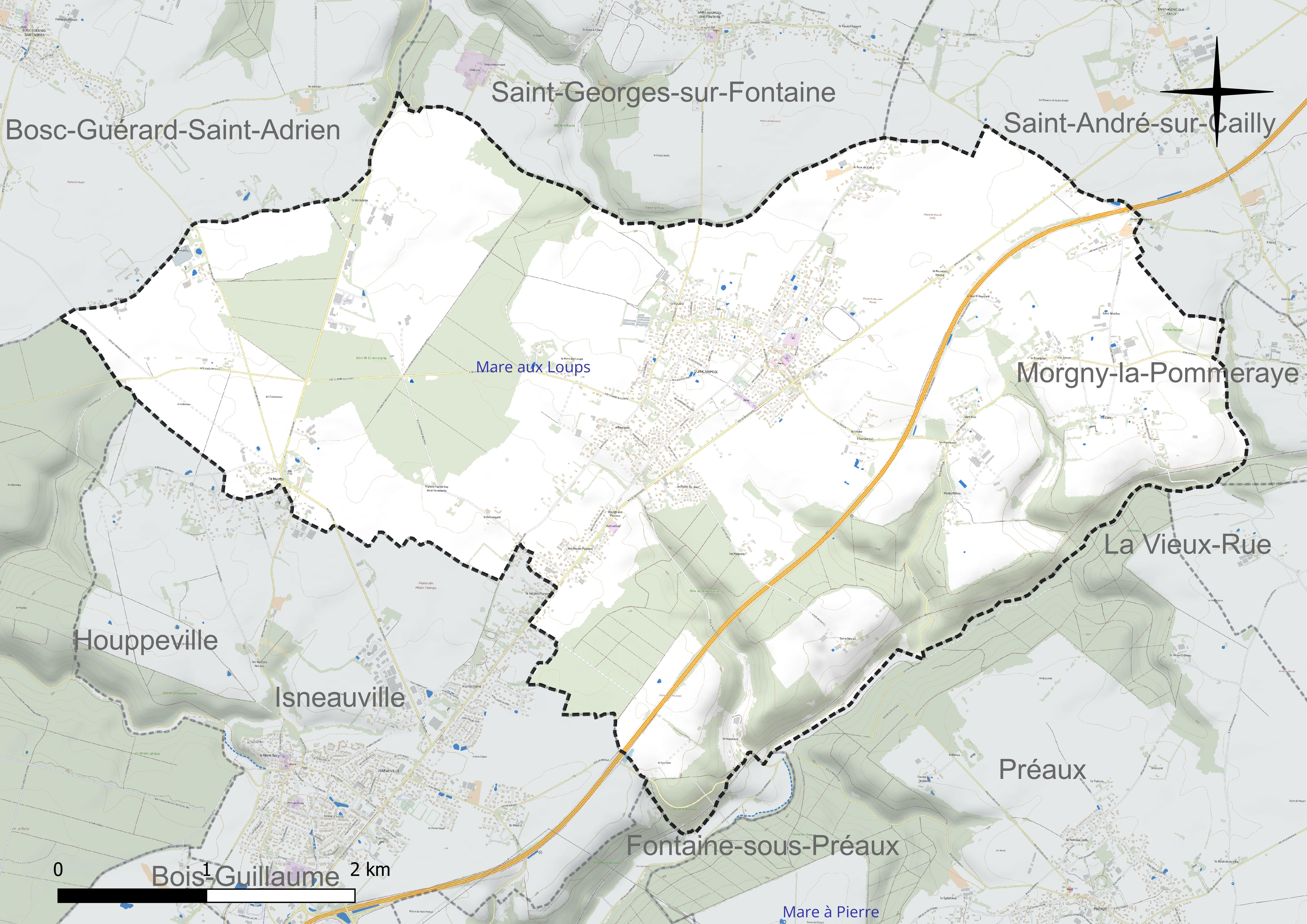
Réseau hydrographique de Quincampoix.

### Climat
Pour des articles plus généraux, voir Climat de la Normandie et Climat de la Seine-Maritime.
En 2010, le climat de la commune est de type climat océanique dégradé des plaines du Centre et du Nord, selon une étude du CNRS s'appuyant sur une série de données couvrant la période 1971-2000. En 2020, Météo-France publie une typologie des climats de la France métropolitaine dans laquelle la commune est exposée à un climat océanique et est dans la région climatique Côtes de la Manche orientale, caractérisée par un faible ensoleillement (1 550 h/an) ; forte humidité de l’air (plus de 20 h/jour avec humidité relative > 80 % en hiver), vents forts fréquents. Parallèlement le GIEC normand, un groupe régional d’experts sur le climat, différencie quant à lui, dans une étude de 2020, trois grands types de climats pour la région Normandie, nuancés à une échelle plus fine par les facteurs géographiques locaux. La commune est, selon ce zonage, exposée à un « climat maritime », correspondant au Pays de Caux, frais, humide et pluvieux, légèrement plus frais que dans le Cotentin.
Pour la période 1971-2000, la température annuelle moyenne est de 10,2 °C, avec une amplitude thermique annuelle de 13,8 °C. Le cumul annuel moyen de précipitations est de 877 mm, avec 13,3 jours de précipitations en janvier et 8,8 jours en juillet. Pour la période 1991-2020, la température moyenne annuelle observée sur la station météorologique la plus proche, située sur la commune de Rouen à 11 km à vol d'oiseau, est de 12,6 °C et le cumul annuel moyen de précipitations est de 817,9 mm,. Pour l'avenir, les paramètres climatiques de la commune estimés pour 2050 selon différents scénarios d’émission de gaz à effet de serre sont consultables sur un site dédié publié par Météo-France en novembre 2022.

## Urbanisme

### Typologie
Au 1er janvier 2024, Quincampoix est catégorisée ceinture urbaine, selon la nouvelle grille communale de densité à sept niveaux définie par l'Insee en 2022.
Elle appartient à l'unité urbaine de Rouen, une agglomération inter-départementale regroupant 50  communes, dont elle est une commune de la banlieue,,. Par ailleurs la commune fait partie de l'aire d'attraction de Rouen, dont elle est une commune de la couronne,. Cette aire, qui regroupe 317 communes, est catégorisée dans les aires de 200 000 à moins de 700 000 habitants,.

### Occupation des sols
L'occupation des sols de la commune, telle qu'elle ressort de la base de données européenne d’occupation biophysique des sols Corine Land Cover (CLC), est marquée par l'importance des territoires agricoles (65,8 % en 2018), en diminution par rapport à 1990 (67,7 %). La répartition détaillée en 2018 est la suivante : 
terres arables (54,9 %), forêts (25,6 %), prairies (10,9 %), zones urbanisées (8,6 %). L'évolution de l’occupation des sols de la commune et de ses infrastructures peut être observée sur les différentes représentations cartographiques du territoire : la carte de Cassini (XVIIIe siècle), la carte d'état-major (1820-1866) et les cartes ou photos aériennes de l'IGN pour la période actuelle (1950 à aujourd'hui).

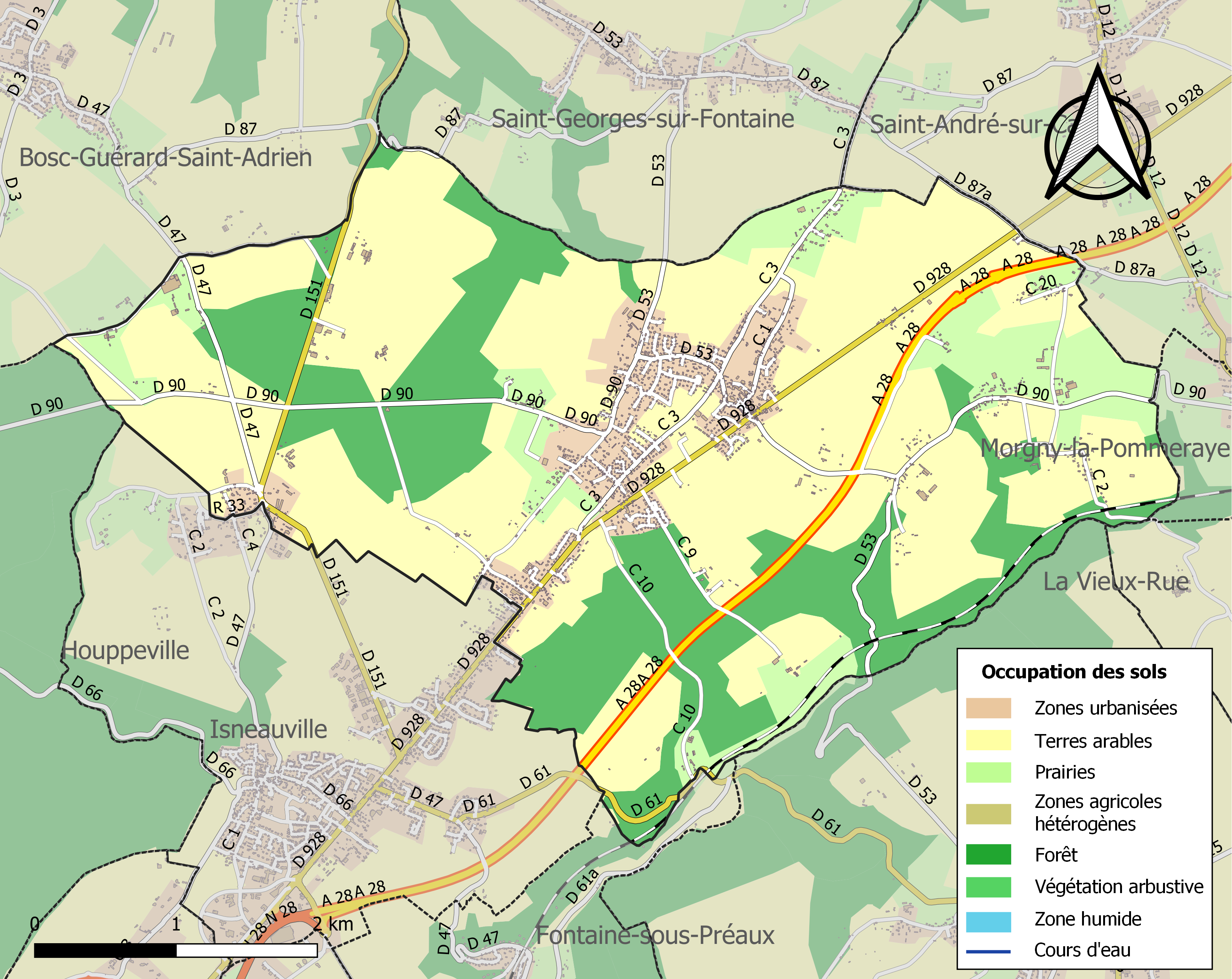
Carte des infrastructures et de l'occupation des sols de la commune en 2018 (CLC).

## Toponymie
Le nom de la localité est attesté sous les formes Ecclesia Sancte Margarete de Quikenpoist en 1215; Ecclesia de Qui Kenpeist en 1226; Willelmi de Kionpeist en 1226; Ecclesia de Qinquenpoit vers 1240; Quiquempoist entre 1266 et 1323; Quiquenpoist en 1275; Quiquempoist et  parrochia de Quiquempoist en 1291; Quiquenpoit en 1319; Quiquenpoist en 1337 (Longnon); Manoir de Quiquenpoist en 1362; Quiquenpoit en 1431 (Longnon); Quiquempoist en 1454; Sainte Marguerite de Quiquempoit en 1464; Quiquempoit en 1494; Ecclesia Sancte Margarete de Quiquempoix en 1501; Sainte Marguerite de Quiquenpoix en 1519; Quicquempoist en 1537; Sainte Marguerite de Quiqenpoix en 1544; Quinquempoists en 1550; Quiquempoix en 1566 et en 1648 (Pouillé); Parrochialis ecclesia Beatae Margaritae de Quinquempois en 1676; Quicampoix en 1704 (Pouillé); Sainte Marguerite de Quincampoix en 1714; Quinquenpois en 1738 (Pouillé); Quinquempois en 1761; Quinquenpois en 1715 (Frémont); Quinquempoix en 1757 (Cassini); Quicampoix en 1788; Quincampoix en 1953.
Ce toponyme est lié à l'existence d'un moulin.

Le nom a pour origine l'expression médiévale cui qu'en poist « qui qu'il en pèse ».
Poist en français médiéval serait l'équivalent de « qu'il pèse », et Quinquempoist pourrait se traduire par : « A qui qu'il en pèse ». Les tenants de cette interprétation, la plus communément admise, font valoir la mauvaise réputation des meuniers. Ils font le rapprochement avec quelques moulins à eau désignés sous le vocable jugé ironique d'« écoute s'il pleut ». De plus le moulin, propriété seigneuriale, était un facteur de contrainte pour les habitants obligés d'y faire moudre leur grain.
Cette explication est contestée par François de Beaurepaire, au motif que la forme poist (« il pèse ») ne semble pas attestée en ce sens en ancien français, et, paraît plutôt empruntée à un probable verbe *poistre (normand *peistre), issu du latin pinsire « écraser, pêtrir », en réalité l'étymon est un bas latin pistrire qui a donné pêtrir, anciennement pestrir et éventuellement poistrir.
Deux autres communes en France portent le même nom : l'une avec la même orthographe, Quincampoix-Fleuzy, dans l'Oise (canton de Formerie) ; l'autre, dans l'Oise également (canton de Saint-Just-en-Chaussée) mais avec une orthographe sensiblement différente : Quinquempoix.
Le Quincampoix est une rivière d'Ille-et-Vilaine.
Voir aussi l'article Quincampoix (étymologie).

## Histoire
La présence d'un moulin à vent fournit un premier élément de datation. Cette technique est plus récente que celle du moulin à eau. Elle s'est répandue en France dans le courant du XIIe siècle. La création d'un village ne saurait donc être antérieure. Elle est contemporaine des grands défrichements qui ont marqué cette époque.

### Du Moyen Âge à la Révolution
Après avoir, en 1429, libéré Orléans et fait sacrer Charles VII à Reims, Jeanne d’Arc échoue devant Compiègne en 1430.
Capturée, elle est dirigée vers Rouen pour y être jugée. Amenée sous escorte à Bosc-le-Hard, puis à Cailly, elle devait nécessairement passer à Quincampoix le 24 décembre 1430.
À l’époque, deux voies possibles pour rejoindre la forteresse de Rouen via Bois-Guillaume et la porte Bouvreuil : l’actuelle rue de Cailly ou, par Fontaine-le-Bourg, une route remplacée depuis par l’actuelle route de Dieppe, à peu près sur le même tracé. On penche pour l’actuelle rue de Cailly, qui traversait des lieux habités, dont Quincampoix. L’autre itinéraire longeait et même traversait la forêt. Les temps étaient difficiles, des groupes de partisans hantaient les bois et la possibilité de libérer Jeanne, à tout le moins d’en tirer rançon n’aurait pas manqué d’attirer les partisans du roi et même des malandrins.
Pendant la guerre de Cent Ans, la région a à subir le passage des gens de guerre : Anglais, Français, Écorcheurs, Grandes Compagnies…
La croix du cimetière a été érigée entre 1560 et 1580.
De 1580 à 1592, le pays est une nouvelle fois ravagé. Les troupes de Philippe II, roi d’Espagne, commandées par le Prince Farnèse, stationnent dans la région et causent beaucoup de dégâts. Le château de la Bucaille est brûlé.
De 1754 date la construction de la route royale de Rouen à Saint-Omer, qui devint route impériale, route nationale mais, pour les locaux, sera toujours la route de Neufchâtel.
Quincampoix devient chef-lieu de canton durant la Révolution mais son canton est supprimé au début du XIXe siècle, la commune étant alors rattachée au canton de Clères.

### De 1840 à la grande guerre
- 1853 : création d’une brigade de gendarmerie à cheval et construction du casernement : immeuble en briques, de deux étages à l’angle de la place de la Mairie et de la route de Neufchâtel. En 1887, la gendarmerie deviendra à pied et l’actuel casernement sera construit en 1908.
- 1er janvier 1863 : construction d’un bureau de poste. Il sera doté du télégraphe en 1907.
- 1863 : plantation sur la place de quinze marronniers et tilleuls, assez espacés pour ne pas gêner les habitants.
- 1er juillet 1863 : devis pour construction d’une église et, le 7 octobre, décision de construire une église en remplacement de l’actuelle, fort délabrée.

La première pierre de l’église fut posée le 12 juin 1865, et l’inauguration eut lieu le 13 juillet 1868.
Le cimetière qui entoure l’église fut jugé en 1695 d’une « étendue remarquable » : 1 acre et demi, soit 80 à 85 ares. En 1868, l’arpentage indique : 30 ares et 85 centiares, sans compter l’emplacement de l’église.
- En 1870, construction de l’école des filles, actuelle pharmacie.
- En 1913, constitution de sociétés sportives : La Joyeuse Pédale et la Société de Tir.

### L’entre-deux-guerres
En 1920, un sujet va diviser la commune : le monument aux morts de la guerre de 1914-1918. Les anciens combattants, qui devaient être « unis comme au front », se séparent en deux associations. Les uns veulent le monument dans le cimetière avec une cérémonie religieuse, les autres le veulent sur la place. Après dissolution du comité, référendum, remboursement des souscripteurs, le monument sera quand-même érigé dans le cimetière communal, mais les deux associations rivales d’anciens combattants persistèrent jusqu’à la fin de la Seconde Guerre mondiale, ou tous se réunirent enfin.
En 1930, Henri Ménage, bourrelier à Quincampoix et curieux d’histoire locale, avait été témoin de la découverte, à la ferme de la Houssaye, de tombes anciennes qui lui avaient semblé être des sépultures mérovingiennes. Pour éviter que ces découvertes ne gênent le labour de son champ, le fermier Clavel balança le tout dans un quelconque remblai !

## Politique et administration

### Liste des maires
| Période                                  | Période                    | Identité           | Étiquette | Qualité |
| ---------------------------------------- | -------------------------- | ------------------ | --------- | --- |
| 1902                                     | 1904                       | M. de la Runodière |           | |
| 1904                                     | 1909                       | Pierre Dehors      |           | |
| 1921                                     | 1934                       | Paul Petit         |           | Médecin |
| 18 May 1935                              | 1943                       | Maurice Ducatel    |           | Ancien Entrepreneur |
| 26 dec 1944                              |                            | André Mouchelet    |           | |
| Les données manquantes sont à compléter. |                            |                    |           | |
| 1973                                     | 16 octobre 1998            | René Farcy         |           | |
| 16 octobre 1998                          | février 2012               | Didier Dubaillay   | DVD       | Chef de chantier président du syndicat d’adduction d’eau potable de la région de Quincampoix Vice-président de la CCPNOR Démissionnaire   |
| février 2012                             | En cours (au 10 août 2020) | Éric Herbet        | DVD       | Cadre territorial Vice-président de la CCPNOR (2015 → 2016) Président de la CC Inter-Caux-Vexin (2019 → ) Réélu pour le mandat 2020-2026, |

## Équipements et services publics

### Enseignement
La commune relève de l'académie de Normandie.

## Population et société

### Démographie
L'évolution du nombre d'habitants est connue à travers les recensements de la population effectués dans la commune depuis 1793. Pour les communes de moins de 10 000 habitants, une enquête de recensement portant sur toute la population est réalisée tous les cinq ans, les populations de référence des années intermédiaires étant quant à elles estimées par interpolation ou extrapolation. Pour la commune, le premier recensement exhaustif entrant dans le cadre du nouveau dispositif a été réalisé en 2006.

En 2022, la commune comptait 3 118 habitants, en évolution de +5,8 % par rapport à 2016 (Seine-Maritime : +0,35 %, France hors Mayotte : +2,11 %).
| 1793 | 1800 | 1806 | 1821 | 1831  | 1836  | 1841  | 1846  | 1851 |
| ---- | ---- | ---- | ---- | ----- | ----- | ----- | ----- | ---- |
| 846  | 890  | 865  | 924  | 1 053 | 1 020 | 1 033 | 1 070 | 980  |

| 1856 | 1861 | 1866  | 1872 | 1876 | 1881 | 1886 | 1891 | 1896 |
| ---- | ---- | ----- | ---- | ---- | ---- | ---- | ---- | ---- |
| 978  | 962  | 1 135 | 944  | 926  | 849  | 886  | 848  | 810  |

| 1901 | 1906 | 1911 | 1921 | 1926 | 1931 | 1936 | 1946 | 1954 |
| ---- | ---- | ---- | ---- | ---- | ---- | ---- | ---- | ---- |
| 849  | 751  | 802  | 778  | 821  | 858  | 855  | 899  | 948  |

| 1962 | 1968  | 1975  | 1982  | 1990  | 1999  | 2006  | 2011  | 2016  |
| ---- | ----- | ----- | ----- | ----- | ----- | ----- | ----- | ----- |
| 969  | 1 022 | 1 242 | 1 676 | 2 107 | 2 690 | 3 090 | 3 023 | 2 947 |

| 2021  | 2022  | - | - | - | - | - | - | - |
| ----- | ----- | - | - | - | - | - | - | - |
| 3 110 | 3 118 | - | - | - | - | - | - | - |

### Cultes
Quincampoix est rattaché à la paroisse catholique Saint-Pierre et Saint-Paul de Bois-Guillaume – Forêt verte qui fait partie de l'archidiocèse de Rouen.

## Culture locale et patrimoine

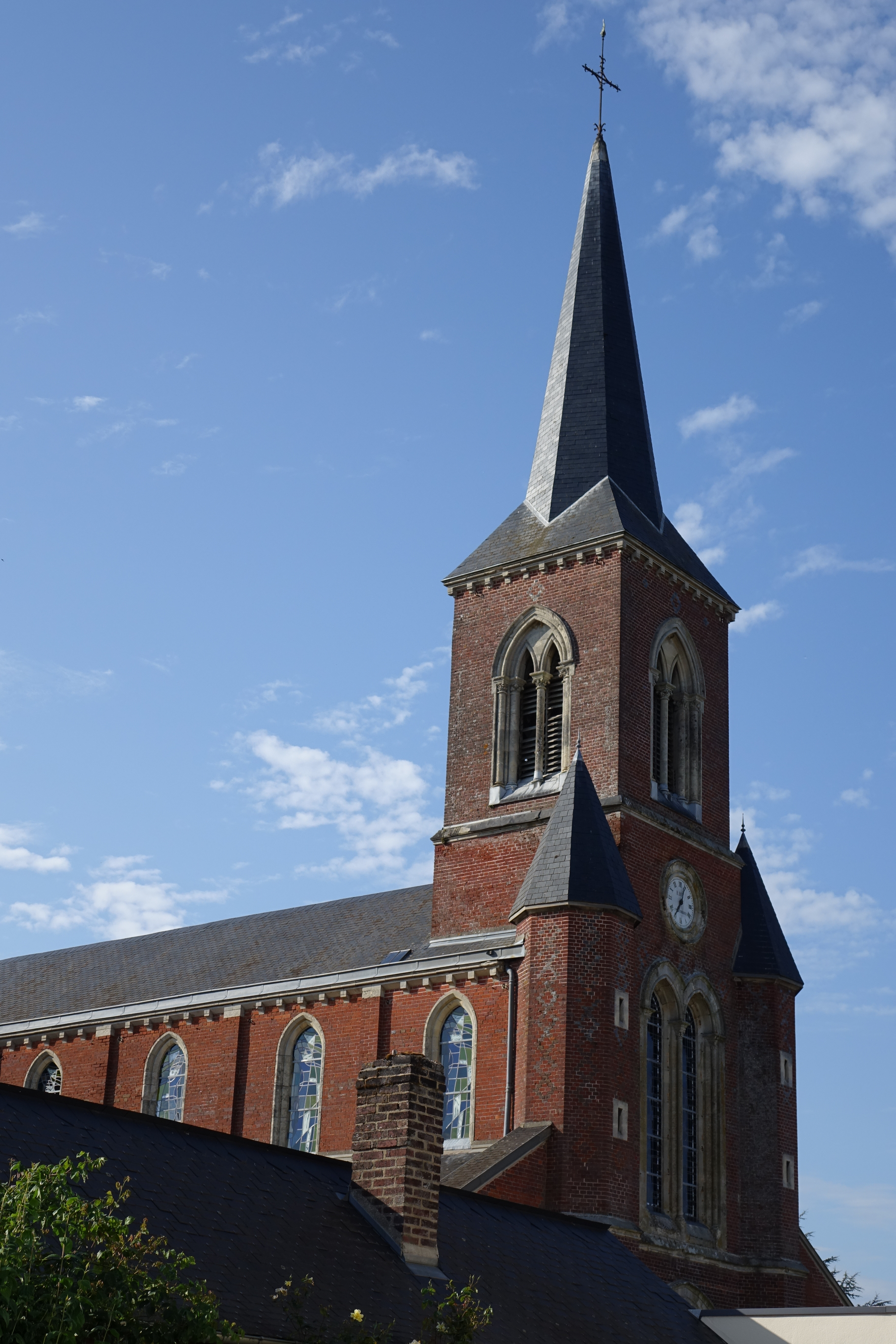
Église de Quincampoix.

### Lieux et monuments
- Église Sainte-Marguerite. Profondément remaniée au XVIIIe siècle, l'église primitive du XVIe siècle, dédiée à sainte Marguerite, possédait de sa sainte patronne une relique qui attirait de nombreux pèlerins. Entièrement reconstruite en 1868, la nouvelle église est élevée sur l'emplacement de la précédente mais en sens inverse[47].
- Le célèbre coureur cycliste, Jacques Anquetil, qui a gagné cinq fois le Tour de France, y vécut. Une stèle commémorative rappelait son palmarès au centre du bourg. Depuis le lancement de la construction d'un immeuble à l'endroit de la stèle, cette dernière a été déplacée en attente d'un autre emplacement. Il repose dans l’ancien cimetière.

### Personnalités liées à la commune
- Jacques Anquetil, cycliste ayant vécu dans la commune et où il est enterré.

### Héraldique
| Blason de Quincampoix | Blason  | Coupé au 1) d’or au châtaignier de sinople mouvant de la pointe, au 2) d’azur au chevron accompagné, en chef à dextre d’une étoile, à senestre d’une roue dentée et, en pointe, d’une fourche et d’une hache passées en sautoir, le tout d’or. |
| Blason de Quincampoix | Détails | Création : Jacques du Bourg, 1977 |